# Teatro Berezil

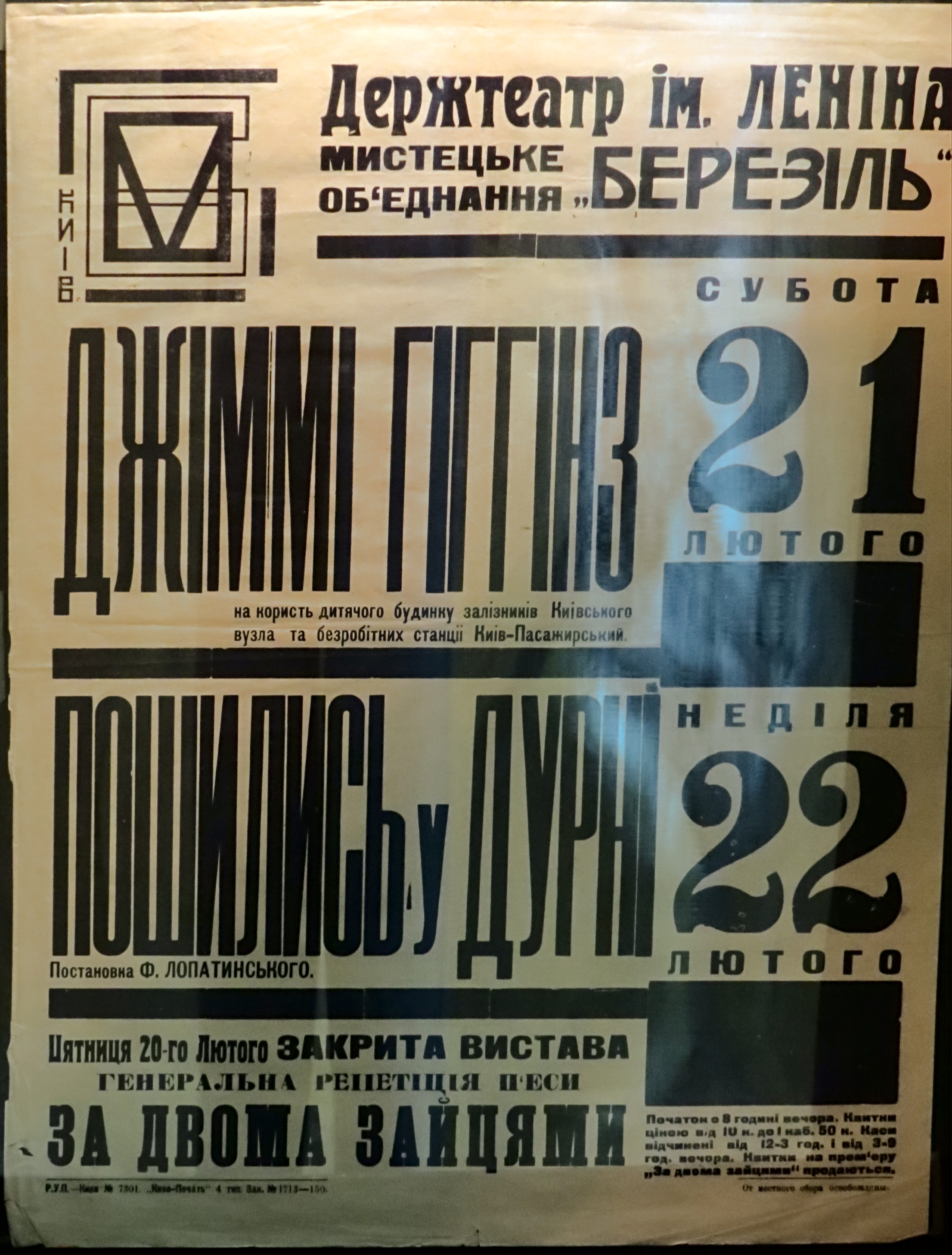
Cartel del teatro Berezil del Museo de Teatro, Música, Artes cinemáticas de Ucrania

El Teatro Berezil, antaño conocido como Organización Artística Berezil, fue una compañía de teatro ucraniana soviética de vanguardia, fundada por Les Kurbas. Vigente desde 1922 hasta 1933.Su sede estaba originalmente en Kiev, pero en 1926 se trasladó a Járkov. La compañía también albergó varios estudios, una revista, un museo y una escuela de teatro.
En 1927, Kurbas y el Berezil empezaron a colaborar estrechamente con el dramaturgo ucraniano Mykola Kulish. Después de la producción de la última obra de teatro de Kulish, Maklena Grasa, Kurbas fue destituido por el Comisariado del Pueblo de Educación de la República Socialista Soviética de Ucrania. 
El 25 de diciembre de 1933, Les Kurbas fue detenido y enviado a un campo de trabajo. El 9 de abril de 1934 se le condena, y el 3 de noviembre de 1937 es fusilado en el campo de exterminio y cementerio de Sandarmoj. El teatro fue rebautizado en 1935 por el gobierno como Teatro Dramático Tarás Shevchenko de Járkov.

## Producciones realizadas
- Haz (Gasista), 1922, escrito por Georg Káiser[3]
- Macbeth, 1924, escrito por William Shakespeare[4]
- Baile de números, 1927, dirigidos por Les Kurbas, diseño de conjunto por Vadim Meller[5]
- Narodnyi Malakhii (Las Personas Malakhii), 1927, escritos por Mykola Kulish[3]
- Sonata Pathétique, escrito por Mykola Kulish[6]